# Chrześcijaństwo w Azerbejdżanie
Chrześcijaństwo w Azerbejdżanie wyznawane jest przez niewielki odsetek członków społeczeństwa, w którym dominuje islam.

## Wyznania

### Prawosławie
Według danych z 1998 3,8% społeczeństwa to wyznawcy Rosyjskiego Kościoła Prawosławnego, który prowadzi w Azerbejdżanie eparchię (podlegają jej także inne tereny nadkaspijskie) z siedzibą w Baku
Na terenie kraju działała również gruziński kościół prawosławny.

### Katolicyzm
Kościół rzymskokatolicki ma zaledwie jedną świątynie na terenie całego państwa, została ona otworzona w 2007 roku w Baku.

### Apostolski Kościół Ormiański
Apostolski Kościół Ormiański działa obecnie tylko na terenie Górskiego Karabachu (który de iure stanowi część Azerbejdżanu). Świątynie tego kościoła poza Karabachem są pozamykanie a wielu jego wyznawców, w obawie przed prześladowaniami, wyemigrowało do Armenii, Górskiego Karabachu lub nawet na Zachód. Mimo iż konstytucja azerska zapewnia wolność religijną, to w czasie wojny o Górski Karabach doszło do wielu prześladowań Ormian i ich kościoła. Niszczono świątynie, nekropolie oraz inne miejsca związane z kulturą ormiańską. W 1990, podczas fali zamieszek, doszło do spalenia kościoła ormiańskiego w Baku. Mimo że został on odbudowany w 2004, to dziś jest nieużywany. Między 1998 a 2005 całkowicie zniszczono ormiańskie nekropolie w regionie Julfa w Nachiczewańskiej Republice Autonomicznej, co spotkało się z krytyką wielu państw oraz organizacji międzynarodowych.

### Udyni
Chrześcijanami są także Udyni, którzy mają swoją własną organizację kościelną wywodząca się od dawnego kościoła Albanii Kaukaskiej. Kościół ten liczy sobie około 6000 wyznawców.

### Luteranizm
Na terenie Azerbejdżanu działają także niemieccy luteranie (których jest około 7000).

### Mołokanie
Na terenie Azerbejdżanu działa 11 wspólnot Mołokan. Są to chrześcijanie wschodni którzy podobnie jak protestanci na zachodzie, odrzucają hierarchię kościelną, opierając się wyłącznie na Biblii.

### Świadkowie Jehowy
Świadkowie Jehowy w Azerbejdżanie tworzą wspólnotę 1736 głosicieli, należących do 23 zborów. Regularną działalność kaznodziejską rozpoczęli tu w 1960 roku. Na dorocznej uroczystości Wieczerzy Pańskiej (Pamiątce) zgromadziły się 3642 osoby (2023).